# Gos Mullat
Gos Mullat és un grup de punk rock català format a Alcarràs. El nom del seu primer treball discogràfic, L'antimúsica, va sorgir quan un veí del local d'assaig va trucar a la policia local i va definir el «soroll» que produïa aquest quartet com a «antimúsica». El novembre de 2024 Gos Mullat va publicar un versió accelerada de la popular havanera «El meu avi».

## Membres
- Pere Dolcet: veu i guitarra rítmica[3]
- Artur Canadell: guitarra solista
- Arnau Siscart: baix
- Joel Eres: bateria

## Discografia
- L'antimúsica (EP, 2023)
- Cumulonimbus (2024)[5]